# Josune Bereziartu
Josune Bereziartu Urruzola (Lazkao, 19 gennaio 1972) è un'arrampicatrice spagnola.
Pratica l'arrampicata in falesia, il bouldering, le vie lunghe e ha gareggiato nelle competizioni di difficoltà.
È soprattutto una fortissima scalatrice su roccia: è stata la prima donna ad aver salito un 8c, un 8c+, un 9a e un 9a+.

## Biografia
Josune Bereziartu è nata a Lazkao il 19 gennaio 1972. Incomincia ad arrampicare a diciassette anni dopo aver visto un documentario di donne che scalavano in Verdon. In pochi anni raggiunge il livello dell'8a con Iena a Oñate in Spagna. Nel 1997 scala il suo primo 8b+ e l'anno successivo l'8c.
È sposata con l'arrampicatore Rikar Otegui con cui ha realizzato gran parte delle sue salite.

Ha vinto il Salewa Rock Award nel 2006 come 
Ha salito 76 vie tra l'8a e il 9a+ di cui 28 a vista.

## Palmarès

### Coppa del mondo
|         | 1993 | 1994 | 1995 | 1996 | 1997 | 1998 | 1999 | 2000 |
| ------- | ---- | ---- | ---- | ---- | ---- | ---- | ---- | ---- |
| Lead    | 55   |      | 25   | 26   | 18   | 8    | 7    | 35   |
| Boulder |      |      |      |      |      |      | 14   |      |

### Campionato del mondo
|      | 1995 | 1997 | 1999 |
| ---- | ---- | ---- | ---- |
| Lead | 24   | 15   | 8    |

## Falesia

### Lavorato
- 9a+/5.15a:
  - Bimbaluna - Saint-Loup (SUI) - 1º maggio 2005 - Primo 9a+ femminile della storia[2]
- 9a/5.14d:
  - Logical Progression - Jo Yama (JPN) - 22 novembre 2004[3]
  - Bain de Sang - Saint-Loup (SUI) - 29 ottobre 2002 - Primo 9a femminile della storia[4]
- 8c+/5.14c:
  - Powerade - Vadiello (ESP) - 21 maggio 2007[5]
  - Na Nai - Baltzola (ESP) - 18 giugno 2003[6]
  - Noia - Andonno (ITA) - 18 ottobre 2001

### A vista
- 8b+/5.14a:
  - Hidrofobia - Montsant (ESP) - 18 aprile 2006[7]
- 8b/5.13d:
  - Fuente de energia - Valdiello - 1º ottobre 2005
  - La Réserve - St Léger (FRA) - 1º ottobre 2005
  - Steroid Performa - Japan - 28 dicembre 2004

## Boulder
- 8B/V13:
  - E la Nave va - Lindental (SUI) - 10 maggio 2003 - Traverso[8]
  - Travesia De Balzola - Baltzola (ESP) - 6 aprile 2002 - Traverso[9]
- 8A+/V12:
  - Solaris - Baltzola (ESP) - 15 aprile 2003[10]

## Vie lunghe
- El Castillo de los Sacristanes - Parco nazionale di Ordesa (ESP) - 2009 - Prima salita in libera con Rikar Otegui[11]
- Zaratustra - Parco nazionale di Ordesa (ESP) - 2008 - Salita con Rikar Otegui[12]
- El Ojo Critico - Parco nazionale di Ordesa (ESP) - 6 luglio 2007 - Prima salita in libera con Rikar Otegui[13]
- Super Weissmuller - Petit Pic De Ansabere (FRA) - giugno 2007 - Prima salita in libera con Rikar Otegui[14]
- Divina Comedia - Parco nazionale di Ordesa (ESP) - luglio 2006 - Prima salita in libera con Rikar Otegui[15]
- Yeah man - Gran Pfad (SUI) - 1º luglio 2004 - Prima salita in libera con Rikar Otegui[16]
- El Pilar del Cantabrico - Naranjo de Bulnes (ESP) - 2002 - Salita con Iker Pou[17]

## Riconoscimenti
- Salewa Rock Award nel 2006